# Herwig Lenau
Herwig Lenau, eigentlich Herwig Richard Josef Sulzenauer, (* 4. August 1926 in Wien; † 22. Dezember 2010 in St. Pölten, Niederösterreich) war ein österreichischer Theaterintendant, Schauspieler und Regisseur.

## Leben
Herwig Lenau verbrachte seine Kindheit und Schulzeit hauptsächlich in Wien. Nach dem Studium bei Zdenko Kestranek, Lehrer am Max Reinhardt Seminar in Wien, und Frau Warda legte er die Bühnenreifeprüfung ab. Schon mit 15 Jahren gründete er ein eigenes Ensemble, Berufsschauspieler wurde er jedoch erst 1965 im Stadttheater Klagenfurt. Davor stand er in den Jahren 1948 bis 1965 als Angehöriger der Sicherheitswache im Dienst der Wiener Polizei.
Im Zweiten Weltkrieg kam er in sowjetische Kriegsgefangenschaft und war in Brjansk, Nowosybkow und Klinzy interniert. Nach seiner Entlassung Ende 1947 trat er 1949 der Bühne in der Postgasse bei, dort wurde er Stellvertreter des Sektionsleiters. Er war Oberspielleiter für Schauspiel der Neuen Wiener Bühne, der Wiener Boulevard Bühne, dasselbe auch am Girardi-Theater von Hans Fretzer. Seit dem Jahr 1965, als er als Regisseur und Schauspieler nach Klagenfurt ging, trug er den Künstlernamen Lenau. Eine Saison war er an der Landesbühne Schleswig-Holstein in Rendsburg tätig, ab 1969 war er Oberspielleiter für alle drei Sparten und Direktor-Stellvertreter am Stadttheater St. Pölten.
Von 1972 bis 1975 war er Direktor am Stadttheater Leoben, und von 1975 bis 1991 Intendant des Stadttheater St. Pölten, welches später zum Landestheater umbenannt wurde. In diesen Jahren konnten über 1,1 Millionen Besucher gezählt werden und die Gesamtauslastung betrug mehr als 90 Prozent. Die anfängliche Länge der Theatersaison konnte von sieben Monaten auf fast elf Monate verlängert werden.
Die letzten beiden Engagements beinhalteten nicht nur die alleinige künstlerische, sondern auch die finanzielle und administrative Leitung, von drei Sparten (Schauspiel, Oper, Operette), der genannten Bühnen.
Er betreute als Theaterleiter über 4.000 Vorstellungen, inszenierte fast 200 Stücke oder Werke und spielte 280 Rollen. Lenau verstarb am 22. Dezember 2010. Seine Grabstätte befindet sich auf dem Hauptfriedhof St. Pölten.

## Auszeichnungen
- 1991: Jakob-Prandtauer-Preis für Wissenschaft und Kunst der Stadt St. Pölten.[4]
- Goldene Robert Stolz-Medaille
- Goldene Harfe des Wiener Musikvereines